# William Walsh (Politiker)

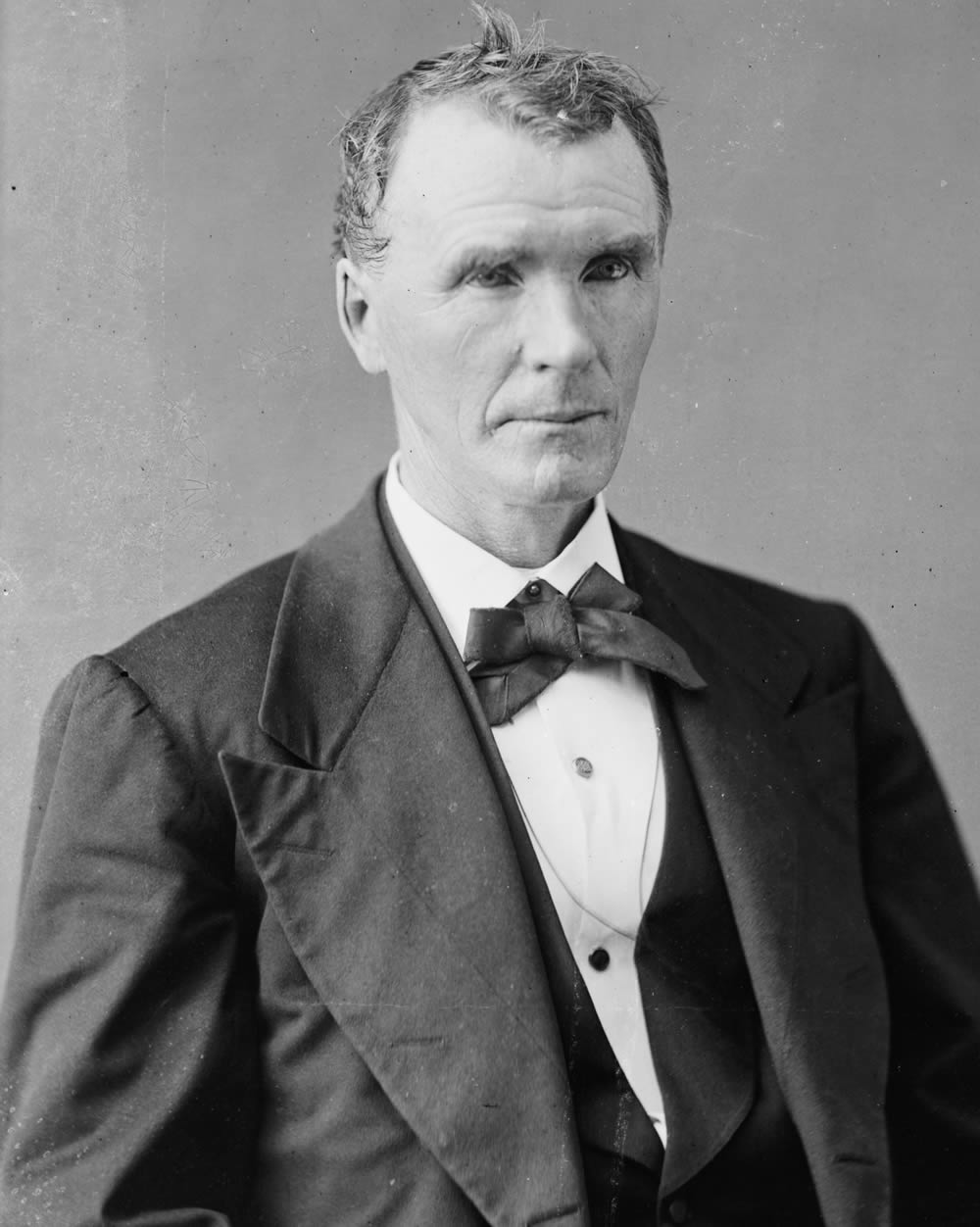
William Walsh

William Walsh (* 11. Mai 1828 bei Tullamore, Irland; † 17. Mai 1892 in Cumberland, Maryland) war ein US-amerikanischer Politiker. Zwischen 1875 und 1879 vertrat er den Bundesstaat Maryland im US-Repräsentantenhaus.

## Werdegang
William Walsh besuchte zunächst eine Schule in seiner irischen Heimat. Im Jahr 1842 kam er in die Vereinigten Staaten, wo er sich in Virginia niederließ. Er setzte seine Ausbildung am Mount St. Mary’s College in Emmitsburg fort. Nach einem anschließenden Jurastudium und seiner 1850 erfolgten Zulassung als Rechtsanwalt begann er ab 1852 in Cumberland in diesem Beruf zu arbeiten. Später schlug er als Mitglied der Demokratischen Partei eine politische Laufbahn ein. Im Jahr 1867 war er Delegierter auf einer Versammlung zur Überarbeitung der Verfassung von Maryland.
Bei den Kongresswahlen des Jahres 1874 wurde Walsh im sechsten Wahlbezirk seines Staates in das US-Repräsentantenhaus in Washington, D.C. gewählt, wo er am 4. März 1875 die Nachfolge von Lloyd Lowndes antrat. Nach einer Wiederwahl konnte er bis zum 3. März 1879 zwei Legislaturperioden im Kongress absolvieren. Ab 1877 war er Vorsitzender des Ausschusses zur Überarbeitung der Gesetzgebung. Im Jahr 1878 verzichtete er auf eine weitere Kandidatur.
Nach dem Ende seiner Zeit im US-Repräsentantenhaus praktizierte William Walsh wieder als Anwalt. Er starb am 17. Mai 1892 in Cumberland, wo er auch beigesetzt wurde.